# 侍應

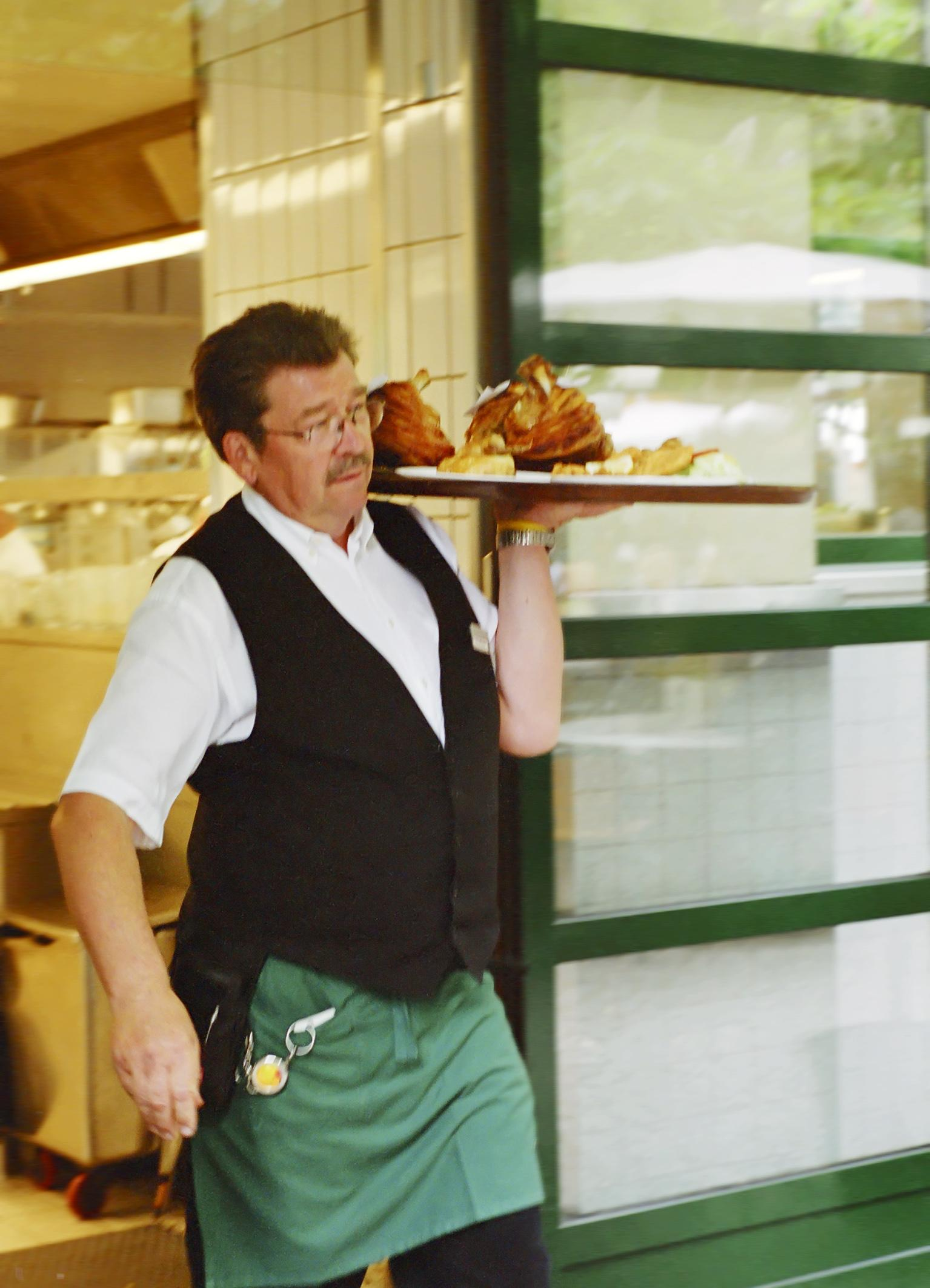
一名服務生以托盤端著餐點離開廚房。

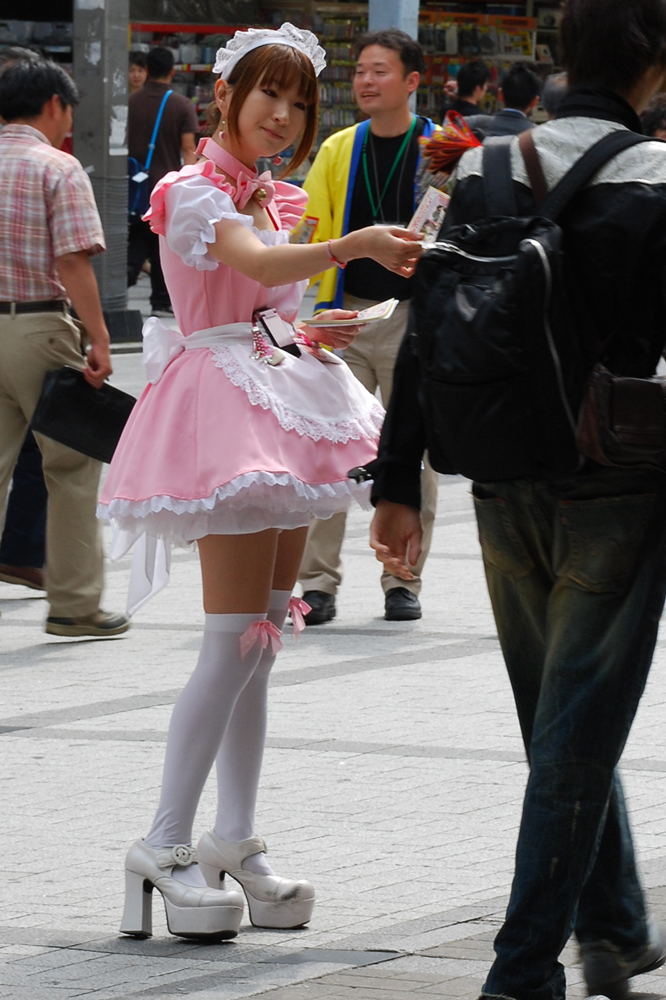
秋葉原車站前，一位女僕正到處分發自家女僕咖啡廳的宣傳單張

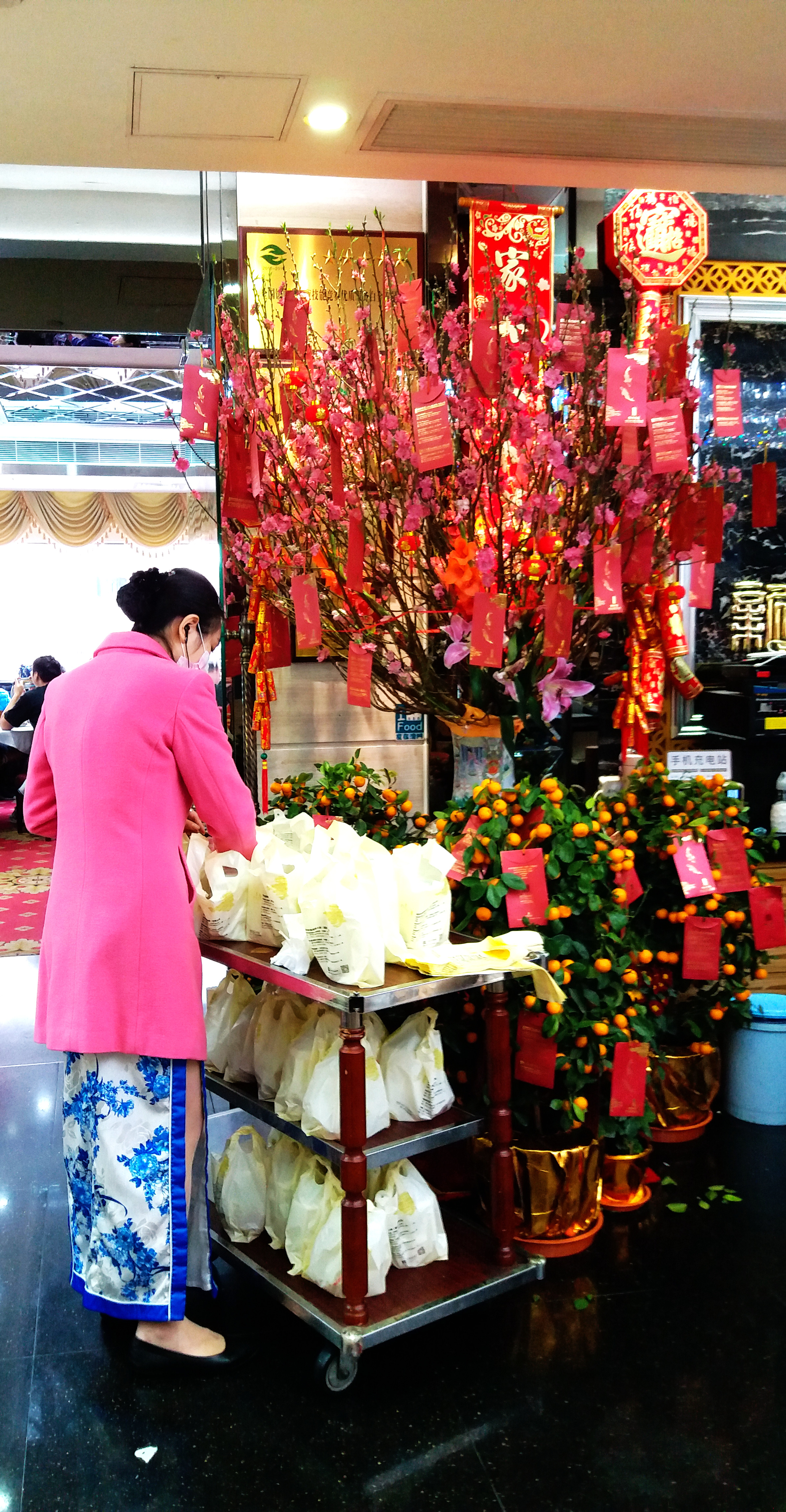
酒樓服務生穿的旗袍

侍應生簡稱侍應，亦稱服務生。古時有稱跑堂、小二等；古時粵語俗稱企堂，現時稱為夥計，是負責在餐館、咖啡廳等場合的用餐區負責帶位、點餐、送餐等工作的員工。
侍應通常都會穿制服：現代酒樓、西餐廳的侍應會穿著西裝或是套裝制服；舊式茶餐廳的侍應則多是穿文化衫；現在一些新式食肆則會以T恤以及圍裙作為制服。主題餐廳的侍應更會穿著特色服裝，女僕咖啡廳的服務生會穿女僕服。中式復古風格的餐廳也有以旗袍與長袍馬褂作為制服的。
女服务员在日本稱為「看板娘」，意為「扮演看板角色」的女性（看板にして娘），作为商店、餐廳的特定招徠招牌的服務員，指以特定外觀打扮、用以吸引／招徠顧客的人員，打扮配件可以包含商品本身、商品衍生物、職業服裝、品牌標誌／圖騰、廣告板、電子板、招牌等。看板娘衹是店員，但有時從字面上被錯誤理解成“老板娘”。ACG同人文化裡則多是指cosplayer販售個人創作的作品，一般都是會扮演成與販賣作品有關的角色。

## 外部連結
- USA Today article on wait staff treatment
- Why is service still so bad in the UK?